# Devlet II Giray
Devlet II Giray (1648-1718) fou kan de Crimea (1699-1702 i 1709-1713). Era fill de Selim I Giray al que va succeir al final del seu tercer regnat. Fou instal·lat a la població de Gul Baba prop d'Adrianòpolis.

## Primer regnat
Va nomenar els seus germans Shahbaz Giray i Ghazi Giray com a khalgay i nureddin. Els russos van continuar amb els seus èxits. Perekop havia estat ocupada el 1698. Rússia va proposar la pau a la Porta i va reforçar la petició portant cent mil homes a Azov. Aquesta pau coneguda com a tractat de Karlowitz, va establir la inevitable decadència de l'Imperi Otomà que va haver de renunciar a favor de l'arxiducat d'Àustria a tot el Regne d'Hongria al darrere del Save incloent Transsilvània i Eslavònia conservant només Tameswar i els territoris al sud del Save; la pau es va signar el 13 de juny de 1700 i tenia 14 articles; el segon establia la demolició dels forts de Toghan, Ghazi Kerman, Shahin Kerman i Nusret Kerman, alguns dels quals estaven en mans dels russos; el cinquè creava una marca de terre buida de cinc hores entre Perekop i Azov; al districte entre Perekop i el castell de Mejush els russos i tàtars podrien caçar i pescar i tallar llenya i aprofitar la sal; cap al riu Kuban, en un espai de deu hores des d'Azov, els circassians i nogais no podrien molestar als russos i als cosacs; l'article vuitè regulava el bon comportament dels tàtars; el novè establí l'intercanvi de presoners; el desè el lliure comerç; el dotzè pel passatge lliures dels pelegrins cap a Terra Santa a través de territori otomà; i el tretzè per la immunitat dels agents i intèrprets.
Shahbaz Giray, el nou khalgay, era un personatge notable, militar destacat al servei dels otomans; el seu prestigi creava rancúnia als altres germans que van acabar enverinant a Shahbaz. Tement per la seva seguretat, un dels assassins, Ghazi Giray, que era nureddin, va fugir i va aixecar un exèrcit de nogais a Akkerman, i els va persuadir d'anar amb ell a Bessaràbia. Els governadors d'Otchakov i de Kaffa, junt amb el kan, els van perseguir i finalment els mirzes nogais van haver d'acceptar la rendició i les condicions del kan; Ghazi Giray però va fugir a Adrianòpolis, on fou arrestat pels otomans i enviat desterrat a Rodes. Un altre germà, Kaplan Girai, va marxar contra els circassians per expiar el crim. Devlet Girai va nomenar un germà de nom Saadet Giray com a khalgay i el seu cosí Inayet Giray com a nureddin.
Poc després Kaplan i el visir del kan, Hajji Merdan Ali, apareixen complotant junts a Kaffa. Quan el khalgay els va voler arrestar es van enrolar com a geníssers a Kaffa i els altres geníssers van refusar entregar-los; van haver de fugir no obstant a Istanbul i Kaplan fou empresonat a un castell del Bòsfor mentre Merdan Ali fou transportat a Lemnos.
Devlet, d'acord amb la Porta, va construir una nova fortalesa a Kertx, lògicament dirigida contra els russos. Els materials foren portats de Moldàvia i Valàquia, de Circàssia i de Sinope a més de Constantinoble. El kan va donar diverses explicacions al sultà, al·legant que encara que ara només quedaven 11 vaixells a la mar d'Azov era perquè Rússia havia enviat alguns vaixells a Adrianòpolis, i que la fortalesa tenia com a tasca principal vigilar als cosacs; les explicacions no van satisfer el sultà que va deposar Devlet II i va cridar per quarta vegada al tron al vell Selim I Giray (desembre de 1702). Devlet no va obeir i va enviar tropes a ocupar Akkerman i Ismaïl, i es va aliar als nogais; va aguantar algun temps i sembla que tenia el suport encobert del gran visir Daltaban Mustafa Pasha però quan el suport d'aquest es va esvair va haver de fugir cap al riu Kuban i Circàssia. Fou capturat al cap de poc i condemnat a mort però perdonat per intercessió del seu pare Selim I.

## Segon regnat
Devlet Giray fou cridat altre cop al tron el novembre del 1708 i va arribar a Crimea el 1709 nomenant Bakht Giray com a khalgay i Safa Giray com a nureddin. Es diu que va afavorir els cristians perquè va donar permís al jesuïta pare Ban per construir una capella a Bagchi-Sarai on va tenir com a coadjutor al pare Courbillon. França per garantir la integritat de Ban, el va fer reconèixer cònsol per la Porta.
El 1709 la batalla de Poltava guanyada per Pere I el Gran sobre Carles XII de Suècia va obligar el rei suec a refugiar-se a Turquia i va començar a conspirar amb els otomans i va aconseguir que el 1710 Turquia declarés la guerra a Rússia. Pere el Gran va avançar pel Dnièster cap al Pruth, i es va apoderar de Moldàvia i Valàquia. Les forces turques de terra tenien com a cooperadora a la flota turca de la mar Negra; el kan de Crimea disposava de 40.000 homes. Un altre grup amb sis mil cosacs va atacar Ucraïna i Pere el Gran va marxar per assistir al seu general Sheremetov que estava acampat a Valaquia però fou bloquejat entre el Pruth i un pantà i els tàtars de Crimea foren en bona part els que van aconseguir el bloqueig en interceptar els combois. La posició russa era crítica i només l'energia de la seva dona Caterina que va subornar al gran visir per començar converses de pau, van poder salvar la situació. Tot i així la pau fou avantatjosa per l'Imperi Otomà que recuperava Azov, i establia que serien arrasades Kaminetz, Samara i Tanganrog; l'artilleria russa fou transferida als otomans. La cort otomana no va quedar contenta amb aquest tractat i va acusar als caps turcs d'haver traït al país; d'altra banda, Pere el Gran, una vegada va retirar al seu exèrcit i el va tenir en seguretat, va eludir els termes de l'acord.
La Porta va enviar a casa a Carles XII i Devlet va rebre ordes d'escortar-lo per Ucraïna i Polònia fins a Suècia. El kan no hauria complert el seu deure; com que no podia esperar saquejar Ucraïna que estava en mans de Rússia, buscava una manera d'obtenir diners; d'altra banda el rei de Suècia era expert en falsificar cartes i en va presentar una que deia que els tàtars l'havien d'abandonar en aparèixer els russos; informat el kan i els oficials turcs van pensar a enviar-lo a Salònica i Marsella si no acceptava l'escorta dels tàtars; el rei només anava acompanyat de 400 suecs i en canvi els tàtars eren 14.000, però els va plantar cara; fou arrestat pel mateix Devlet II; mentre la notícia de la carta va arribar a orelles del sultà i el mufti, el gran visir i el kan foren deposats (abril de 1713). El kan va rebre l'orde poc després sent enviat exiliat a Rodes. El va substituir Kaplan I Giray.
Va morir el 1718.